# Супергрануляція

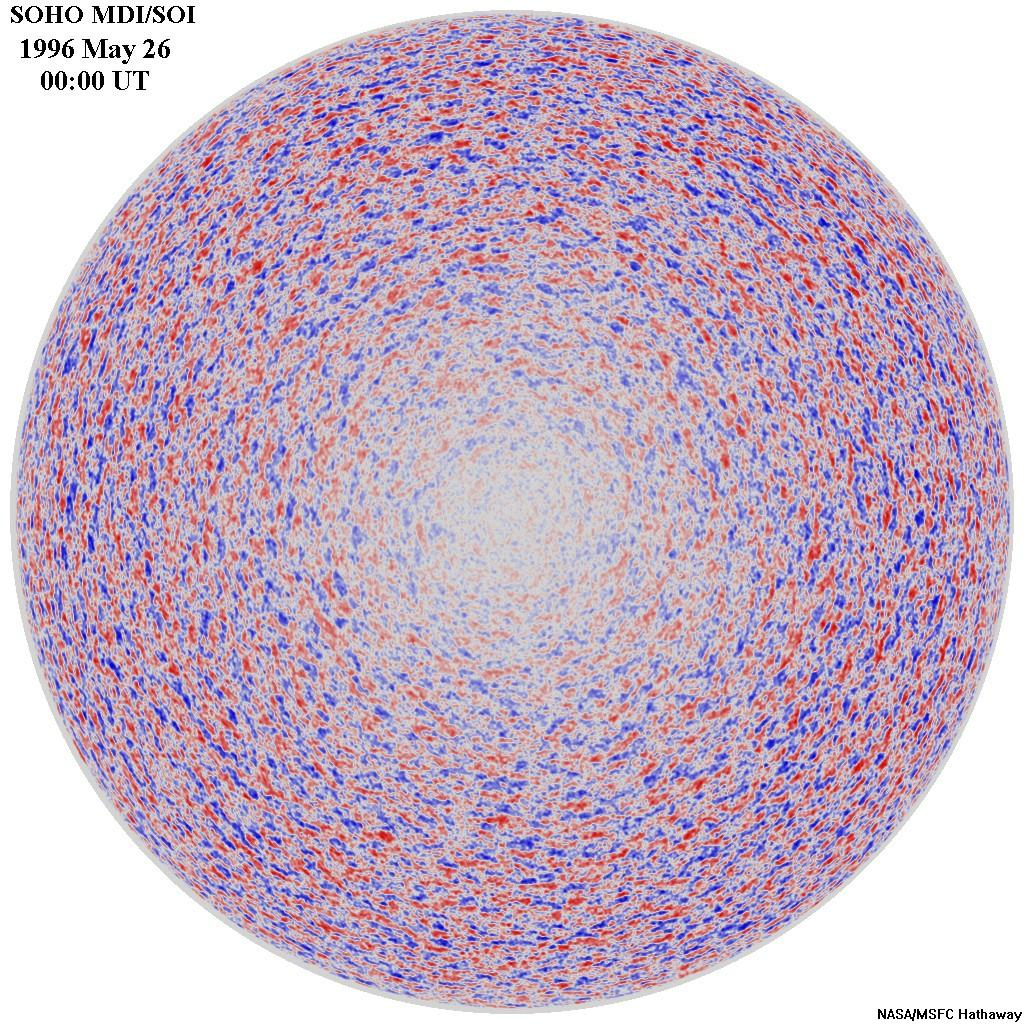
Супергрануляція

Супергрануляція (англ. Supergranulation) — це особливий патерн конвективних осередків на поверхні Сонця, які мають назву супергранули. Він був відкритий у 1950-ті А. Б. Хартом при використанні доплерівських вимірів швидкості, які показали горизонтальні потоки у фотосфері (швидкість потоків — 300—500 м/с, або 1/10 швидкості у менших гранулах). Пізніша праця (1960-ті) Лейтона, Нойє та Саймона визначила типовий розмір супергранули — бл. 30000 км з тривалістю існування бл. 24 годин.
Супергрануляція інтерпретується як специфічний масштаб конвекції, але механізм її виникнення точно не відомий. Присутність гранули у сонячній фотосфері добре задокументована, однак триває наукова суперечка щодо справжньої природи або навіть існування грануляційних патернів вищого порядку. Деякі автори припускають існування трьох виражених масштабів організації гранул: грануляція (з типовим діаметром гранули 150—2500 км), мезогрануляція (5000–10000 км) та супергрануляція (понад 20000 км). Зазвичай гранули вважають ознакою формування конвективними осередками ієрархічної структури; за такої моделі супергранули у своїх вищих шарах фрагментуються на менші мезогранули, а ті вже на своїй поверхні — на ще менші гранули. Сонячна речовина в такому випадку стікає всередину по темних «дорогах», які розділяють гранули, при цьому ці «дороги» мали б найбільшу концентрацію холодного газу між супергранулами, по аналогії з ріками, які поєднують свої менші притоки. Слід однак зазначити, що на поточний час така модель є лише гіпотетичною, і при наступних відкриттях може виявитись хибною. Результати деяких нещодавніх досліджень дозволяють припустити, що мезогрануляція була лише «примарною» рисою, яка виникла при процедурах усереднення.